# Подне (филм)
Подне је југословенски драмски филм из 1968. године. Режирао га је Пуриша Ђорђевић који је написао и сценарио.

## Радња
Филм говори о љубави између Руса који је службеник совјетске амбасаде и девојке из Југославије. Када се венчају одмах прве брачне ноћи радио јавља вест о сукобу између комунистичких партија њихових земаља. Та вест је значила растанак у којем има мало наде да ће се поново срести.

## Улоге
| Глумац             | Улога            |
| ------------------ | ---------------- |
| Љубиша Самарџић    | Љубиша           |
| Неда Арнерић       | Неда             |
| Фарук Беголи       | Рус Мишка        |
| Душица Жегарац     | Тања             |
| Мија Алексић       | Страја           |
| Љуба Тадић         | Љуба             |
| Драго Чумић        | обавештајац Чума |
| Раде Марковић      | Љубиша           |
| Драгољуб Војнов    | Артиста          |
| Предраг Ћерамилац  |                  |
| Предраг Милинковић |                  |
| Хусеин Чокић       |                  |
| Олга Јанчевецка    |                  |
| Гордана Гошић      |                  |
| Синиша Иветић      |                  |
| Никола Јовановић   |                  |
| Миодраг Крављанац  |                  |
| Ратко Милетић      |                  |
| Ружица Вељовић     |                  |
| Михајло Поповић    |                  |